# Koen Van Langendonck
Koen Van Langendock (Neerpelt, 4 juli 1989) is een Belgische voetballer. Hij speelt als doelman bij de Belgische club KVC Westerlo.

## Carrière

### Beerschot
Koen begon zijn carrière bij derdeklasser Bocholter VV. In juli 2012 tekende hij voor drie seizoenen bij eersteklasser Beerschot AC, bij wie hij ook zijn debuut maakte in de Jupiler Pro League. Op 22 september 2012 maakte hij tegen KV Kortrijk zijn officiële debuut voor de club toen hij de plaats innam van de geschorste Stijn Stijnen. Hij moest zich één keer omdraaien in de met 2-1 gewonnen wedstrijd. Mede door een knieblessure van Stijnen, was toenmalig Beerschot-trainer Adrie Koster genoodzaakt om Van Langendonck vanaf eind oktober op te stellen voor de volgende zeven wedstrijden. Van Langendonck wisselde daarin goede en minder goed prestaties met elkaar af. Zo kon hij op 10 november 2012 proeven van een tweede overwinning in de met 1-3 gewonnen wedstrijd op Lierse SK, waarin hij een assist gaf aan Guillaume François voor het slotdoelpunt, maar slikte hij op 9 december 2012 ook een 1-7-nederlaag tegen Club Brugge.

### Westerlo
Na het faillissement van Beerschot in 2013 vond Van Langendonck onderdak bij KVC Westerlo, dat na het vertrek van Bart Deelkens en de blessure van Michael Cordier op zoek was naar een nieuwe doelman. van Langendonck groeide meteen uit tot eerste doelman van Westerlo en promoveerde in 2014 naar de Jupiler Pro League met de club. Van Langendonck bleef ook in Eerste klasse een vaste waarde tussen de palen en kreeg daar in april 2016 een contractverlenging voor. Ook na de degradatie van Westerlo in 2017 behield hij het vertrouwen, al moest hij in het seizoen enkele maanden wijken voor Kristof Van Hout.
In het seizoen 2019/20 verloor Van Langendonck zijn basisplaats aan huurling Berke Özer. Desondanks kreeg hij in mei 2020 een contractverlenging van twee seizoenen. In het seizoen 2021/22 werd hij met Westerlo kampioen in de eerste klasse B en promoveerde bijgevolg zo terug naar het hoogste niveau. Van Langendonck was dit seizoen tweede doelman achter David Jensen en kwam zelf in 2 competitiewedstrijden en in 3 bekerwedstrijden in actie. In juni 2022 verlengde hij zijn aflopende contract opnieuw met twee seizoenen tot 2024. 

## Statistieken
| Seizoen     | Club         | Competitie         | Competitie | Competitie | Beker | Beker | Europa | Europa | Totaal | Totaal |
| Seizoen     | Club         | Competitie         | Wed.       | Dlp.       | Wed.  | Dlp.  | Wed.   | Dlp.   | Wed.   | Dlp.   |
| ----------- | ------------ | ------------------ | ---------- | ---------- | ----- | ----- | ------ | ------ | ------ | ------ |
| 2010/11     | Bocholter VV | Derde klasse       | 33         | 0          | 0     | 0     | —      | —      | 33     | 0      |
| 2011/12     | Bocholter VV | Derde klasse       | 30         | 0          | 0     | 0     | —      | —      | 30     | 0      |
| Club Totaal | Club Totaal  | Club Totaal        | 63         | 0          | 0     | 0     | 0      | 0      | 63     | 0      |
| 2012/13     | Beerschot AC | Jupiler Pro League | 10         | 0          | 1     | 0     | —      | —      | 11     | 0      |
| Club Totaal | Club Totaal  | Club Totaal        | 10         | 0          | 1     | 0     | 0      | 0      | 11     | 0      |
| 2013/14     | KVC Westerlo | Proximus League    | 34         | 0          | 4     | 0     | —      | —      | 38     | 0      |
| 2014/15     | KVC Westerlo | Jupiler Pro League | 33         | 0          | 0     | 0     | —      | —      | 33     | 0      |
| 2015/16     | KVC Westerlo | Jupiler Pro League | 29         | 0          | 2     | 0     | —      | —      | 31     | 0      |
| 2016/17     | KVC Westerlo | Jupiler Pro League | 28         | 0          | 0     | 0     | —      | —      | 28     | 0      |
| 2017/18     | KVC Westerlo | Proximus League    | 23         | 0          | 0     | 0     | —      | —      | 23     | 0      |
| 2018/19     | KVC Westerlo | Proximus League    | 36         | 0          | 0     | 0     | —      | —      | 36     | 0      |
| 2019/20     | KVC Westerlo | Proximus League    | 6          | 0          | 2     | 0     | —      | —      | 8      | 0      |
| 2020/21     | KVC Westerlo | Proximus League    | 5          | 0          | 1     | 0     | —      | —      | 6      | 0      |
| 2021/22     | KVC Westerlo | Proximus League    | 2          | 0          | 3     | 0     | —      | —      | 5      | 0      |
| 2022/23     | KVC Westerlo | Jupiler Pro League | 0          | 0          | 0     | 0     | —      | —      | 0      | 0      |
| Club Totaal | Club Totaal  | Club Totaal        | 196        | 0          | 14    | 0     | 0      | 0      | 208    | 0      |
| TOTAAL      | TOTAAL       | TOTAAL             | 269        | 0          | 15    | 0     | 0      | 0      | 282    | 0      |